# Actinidia hypoglauca
Actinidia hypoglauca là một loài thực vật có hoa trong họ Dương đào. Loài này được C.Pei & Y.W.Law mô tả khoa học đầu tiên năm 1948.